# Kościół Najświętszej Maryi Panny Królowej Polski w Głogowie
Kościół pw. Najświętszej Maryi Panny Królowej Polski w Głogowie – współczesna świątynia katolicka, kościół parafialny parafii Najświętszej Maryi Panny Królowej Polski w Głogowie.

## Architektura
Architekci: Jerzy Gurawski, Marian Fikus, Jan Liszkowski (współpraca od 1984 r.)
Realizacja: 1981–1986
Dane ogólne:
- powierzchnia całości: 2600m2
- powierzchnia nawy: 1400m2[1]